# Dove Cameron
Dove Cameron (Chloe Celeste Hosterman; n. 15 ianuarie 1996, Bainbridge, Washington, SUA) este o actriță și cântăreață americană, care a jucat un rol dublu ca personaje omonime în serialul de comedie Disney Channel Liv și Maddie, pentru care a câștigat Daytime Emmy Award for Oustanding Performer in Children's Programming. De asemenea, a interpretat-o pe Mal în seria de filme Descendenții. În calitate de cântăreață, Cameron a debutat cu albumul de coloană sonoră pentru Liv și Maddie (2015). În același an, și-a lansat single-ul de debut, „If Only”, pentru Descendenții. EP-ul ei de debut, Bloodshot / Waste, a fost lansat în 2019.

## Biografie
Dove Cameron s-a născut în Bainbridge Island, Washington la 15 ianuarie 1996 ca Chloe Celeste Hosterman. Ea este fiica lui Philip Alan Hosterman și Bonnie Wallace, care au divorțat mai târziu, și are o soră mai mare, Claire Hosterman, care s-a născut în 1989. Când era copil, ea a studiat la Școala Intermediară Sakai. La 8 ani a început să joace în piese de teatru la Bainbridge Perfoming Arts. La vârsta de 14 ani s-a mutat la Los Angeles unde a cântat în corul Liceului Burbank. 
Cameron a declarat că este de origine franceză și că vorbește puțină franceză. De asemenea, are strămoși ruși, slovaci și maghiari. Ea a spus că a fost agresată de-a lungul întregii sale experiențe școlare, de la clasa a cincea până la sfârșitul liceului. Indiferent de presiunea de la școală și de adaptare, ea a rămas concentrată pe visele sale de a obține succes în divertisment: "Am devenit foarte pasionată să (de a deveni actriță și cântăreață). M-am cufundat pe deplin". Tatăl ei a murit în 2011 când avea 15 ani. După moartea sa, Cameron și-a schimbat numele legal în Dove în cinstea tatălui ei care i-a pus acea poreclă.

## Cariera
2007-2015: Descoperirea de către Disney Channel
În 2007, Cameron a interpretat rolul lui Young Cosette în producția scenică Bainbridge Performing Arts (BPA) a Les Misérables, iar în 2008 a avut rolul principal al lui Mary în muzicalul Secret Garden, din nou cu BPA. În 2012, Cameron a fost distribuită într-un serial de comedie Disney Channel care urma să fie intitulat Bits and Pieces în care va juca rolul Alanna. La scurt timp după filmarea episodului pilot, Bits and Pieces a fost redenumit în Liv și Maddie, Cameron a jucat rolul principal al lui Liv și Maddie Rooney. Previzualizarea serialului a debutat pe 19 iulie 2013, iar serialul a avut premiera pe 15 septembrie 2013. Episodul pilot a câștigat 5,8 milioane de telespectatori, care a fost cel mai urmărit din numărul total de telespectatori în ultimii 2,5 ani de la serialul Shake It Up! care a fost ulterior extins la 24 de episoade.
Pe 27 august 2013, Cameron a lansat un cover al piesei "On Top of the World" de Imagine Dragons ca single promoțional. Cover-ul ei a atins vârful în topul Billboard Kid Digital Songs la 17 ani și a petrecut trei săptămâni în top. Pe 15 octombrie 2013, "Better In Stereo" a fost lansat ca single sub eticheta Walt Disney Records. "Better In Stereo" a debutat pe lista Billboard Kid Digital Songs la numărul 21 înainte de a atinge numărul 1, devenind primul hit nr. 1 al lui Cameron. În februarie 2014, Cameron a confirmat rapoartele că începuse înregistrarea pentru albumul ei de debut de studio. Următorul ei single, "Count Me In", a fost lansat pe 3 iunie 2014. Piesa a atins numărul 1 în topul Billboard Kids Digital Songs. În 2015, Cameron a interpretat-o pe Liz Larson în primul ei film non-Disney, Barely Lethal, care a fost lansat teatral de A24 Films.
Cameron a jucat în filmul Descendenții, care a avut premiera pe 31 iulie 2015. Filmul a fost vizionat de 6,6 milioane de oameni și a dat naștere primelor două melodii ale lui Cameron, Billboard Hot 100, "Rotten to the Core" la numărul 38 și o melodie solo, "If Only", la numărul 94. Alte melodii din film cu Cameron, cum ar fi "Set It Off" și "Evil Like Me", sunt clasate pe numărul 6 și respectiv pe 12 în topul Bubbling Under Hot 100. Coloana sonoră a filmului a atins vârful topului Billboard 200, devenind prima coloană sonoră dintr-un film original Disney Channel de la High School Musical 2 care a făcut acest lucru. Ca parte a francizei Descendenții, Cameron a lansat un cover al piesei Christinei Aguilera "Genie in a Bottle".  Videoclipul a avut premiera pe Disney Channel pe 18 martie 2016. Single-ul a primit 22 de milioane de vizionări în mai puțin de o lună.
În 2015, Cameron și Ryan McCartan au format o trupă numită The Girl and the Dreamcatcher. Pe 2 octombrie 2015, au lansat primul lor single, "Written in the Stars". Trupa a lansat al doilea single, "Glowing in the Dark", pe 29 ianuarie 2016. The Girl and the Dreamcatcher au lansat al treilea single, "Someone You Like", pe 8 aprilie 2016. Au lansat al patrulea single, "Make You Stay", pe 17 iunie 2016. Pe 29 iulie 2016, trupa a lansat primul său EP, Negatives, cu single-urile lor "Make You Stay" și "Glowing in the Dark" și patru piese noi. În octombrie 2016, ca urmare a despărțirii lui Cameron și McCartan, duo-ul muzical s-a destrămat. La 22 decembrie 2015, Liv și Maddie a fost reînnoit pentru un al patrulea sezon, devenind al nouălea serial de acțiune live Disney Channel din istorie care a realizat acest lucru. Cameron a început să filmeze sezonul, redenumit Liv și Maddie: Cali Style la începutul anului 2016. Ulterior s-a anunțat că acesta va fi sezonul final al seriei. Finalul seriei Liv și Maddie a fost difuzat ulterior pe 24 martie 2017.
2016-prezent: Alte roluri și realizări muzicale
Cameron a jucat rolul lui Amber Von Tussle în prezentarea live la televiziunea NBC a Hairspray Live !, care a fost difuzată pe 7 decembrie 2016. Recepția a fost în general pozitivă, iar performanța lui Cameron a fost lăudată. Cameron și-a reluat rolul lui Mal în Descendenții 2, continuarea Descendenții, în 2017. Filmul a avut premiera pe 21 iulie 2017. Coloana sonoră Descendenții 2 a debutat pe locul șase pe Billboard 200, cu "It's Goin 'Down" din coloana sonoră debutând pe numărul 81. Cameron a jucat apoi rolul Sophiei în producția live de la Hollywood Bowl, Mamma Mia!.  Producția a avut loc în perioada 28 iulie 2017 - 30 iulie 2017.
Pe 21 august 2017, Cameron a fost distribuită în filmul Netflix Dumplin', alături de Jennifer Aniston. Cameron a interpretat-o pe Bekah Cotter în comedie. În noiembrie 2017, Cameron s-a angajat să apară într-un rol recurent în cel de-al cincilea sezon din Agents of S.H.I.E.L.D. de la Marvel. Ulterior, acest rol a fost dezvăluit a fi Ruby, fiica generalului Hale (Catherine Dent). În decembrie 2017, Cameron a fost distribuită într-un proiect animat Marvel, Marvel Rising, ca voce a lui Gwen Stacy / Ghost-Spider. Pe 13 august 2018, Marvel Rising: Initiation, o serie de 6 episoade scurte, a fost lansată pe Disney XD. Seria s-a axat pe personajul lui Cameron, în timp ce era pe fugă după ce a fost încadrată pentru uciderea celui mai bun prieten al ei. Deși personajul ei nu a apărut în următoarea versiune Marvel Rising, Marvel Rising: Secret Warriors, Cameron a interpretat piesa tematică a filmului, "Born Ready". În 2019, Cameron a reluat rolul în Marvel Rising: Chasing Ghosts.
La 21 martie 2018, ea a anunțat că a semnat cu Columbia Disruptor Records și că va începe să lanseze muzică după lansarea Descendenții 3. În septembrie 2019, Cameron a lansat două cover-uri pe canalul ei de YouTube: "Slow Burn" și "Hymn for the Weekend". S-a anunțat pe 8 octombrie 2018 că Cameron va juca rolul lui Cher Horowitz în adaptarea scenică a filmului din 1995 Clueless. În 2019, Cameron a jucat alături de Renée Fleming în The Light in the Piazza din Londra. Pe 27 septembrie 2019, Cameron și-a lansat prima piesă extinsă, Bloodshot / Waste. Apoi, la 1 noiembrie 2019, și-a lansat single-ul ulterior, "So Good". Mai târziu în acea lună, a colaborat cu Privé Revaux la o serie de ochelari de soare. Cameron s-a concentrat pe muzică lansând single-urile "Out of Touch" și "Remember Me", dintre care din urmă apare rapperul american Bia. Pe 24 iulie 2020, ea a lansat următorul ei single, "We Belong". Aceasta a fost urmată de lansarea "LazyBaby" la 2 aprilie 2021. Mai târziu în acel an, Cameron s-a alăturat distribuției principale a serialului muzical Apple TV+ Schmigadoon!. În 2021, Cameron își va relua rolul lui Mal pentru un serial special de animație, Descendants: The Royal Wedding. De asemenea, a fost distribuită în viitoarea serie The CW Television Network The Powerpuff Girls ca Bubbles, precum și în viitorul film Field Notes on Love alături de Jordan Fisher, colegul ei din Liv și Maddie.

## Viața personală
Cameron a declarat că este bisexuală, dar în mai 2021, a afirmat că se simte drept queer și că este cea mai exactă modalitate de a-și descrie sexualitatea. Ea se identifică și ca feministă. A avut o relație cu colegele ei, Liv și Maddie, Ryan McCartan, din august 2013 până în 2016. Ei și-au anunțat logodna pe 14 aprilie 2016, dar relația s-a încheiat în octombrie 2016. Cameron s-a întâlnit cu actorul scoțian Thomas Doherty din decembrie 2016 până în octombrie 2020.

## Discografie

### Single-uri promoționale
| Titlu                       | An   | Album                       |
| --------------------------- | ---- | --------------------------- |
| "On Top of the World"       | 2013 | Disney Channel Play It Loud |
| "Better in Stereo"          | 2013 | Disney Channel Play It Loud |
| "Cloud 9" (cu Luke Benward) | 2014 | Disney Channel Play It Loud |
| "Count Me In"               | 2014 | TBA                         |

### Alte apariții
| Titlu                   | An   | Album                     |
| ----------------------- | ---- | ------------------------- |
| "Future Sounds Like Us" | 2013 | Shake It Up: I <3 Dance   |
| "Let It Snow"           | 2013 | Disney Holidays Unwrapped |

## Premii și nominalizări
| An   | Premiu             | Categorie                       | Lucrare       | Rezultat     |
| ---- | ------------------ | ------------------------------- | ------------- | ------------ |
| 2014 | Teen Choice Awards | Choice TV: Female Breakout Star | Liv și Maddie | Nominalizare |

| 2020 | Nickelodeon Kids Choice Awards |  | Choice TV:Favorite Movie Actress | Format:Castigat |